# Isnard de Grasse du Bar
Isnard de Grasse du Bar, né en 1418, et mort le 26 juin 1483, est un prélat français, évêque de Grasse de 1451 à 1483.

## Biographie
Isnard de Grasse est le fils de Bertrand III de Grasse, gouverneur viguier de Marseille en 1412, gouverneur de Villeneuve en 1417, conseiller d'État en avril 1418, viguier de Grasse et de Saint-Paul-de-Vence en juin 1418, chambellan en 1436, ambassadeur du comte de Provence, roi de Naples et de Sicile, auprès du duc de Bourgogne Philippe le Bon en 1435, puis du pape Nicolas V, enfin capitaine général du roi René.
Isnard de Grasse est bachelier en droits. Le 11 mai 1441, il est nommé prévôt de Notre-Dame de Forcalquier, où il remplace Raimond Talon qui a été nommé évêque de Sisteron en 1437, siège dont il n'a pu prendre possession. Le 14 juin 1447, le pape Nicolas V lui réserve un ou deux bénéfices dans les provinces d'Aix, Arles et Embrun. Le 3 janvier 1448, le pape l'autorise à accepter une pension de 300 florins que lui a fait Antoine de Roumoules, évêque de Grasse, quand il a résigné cet évêché, mais il résigne cette pension de 5. Son père lui lègue par testament 100 florins. Le 13 avril 1448, le pape Nicolas V le nomme protonotaire apostolique. Le 28 juin, Isnard, qualifié de protonotaire et de chanoine d'Aix, demande le prieuré d'Ansouis.
Le 12 septembre 1451, le pape Nicolas V le met en possession du prieuré de Saint-Jacques du bar. Le 5 octobre, Isnard est cabiscol de Grasse. Le 15 novembre, Nicolas V ordonne au chapitre de la cathédrale de Grasse de le reconnaître comme évêque en remplacement de Pierre de Forbin. Le 29, Latinus des Ursins, cardinal-prêtre des Saints-Jean-et-Paul, archevêque d'Urbino, donne quittance de la somme qu'il devait pour sa promotion.